# Direitos LGBT no Equador

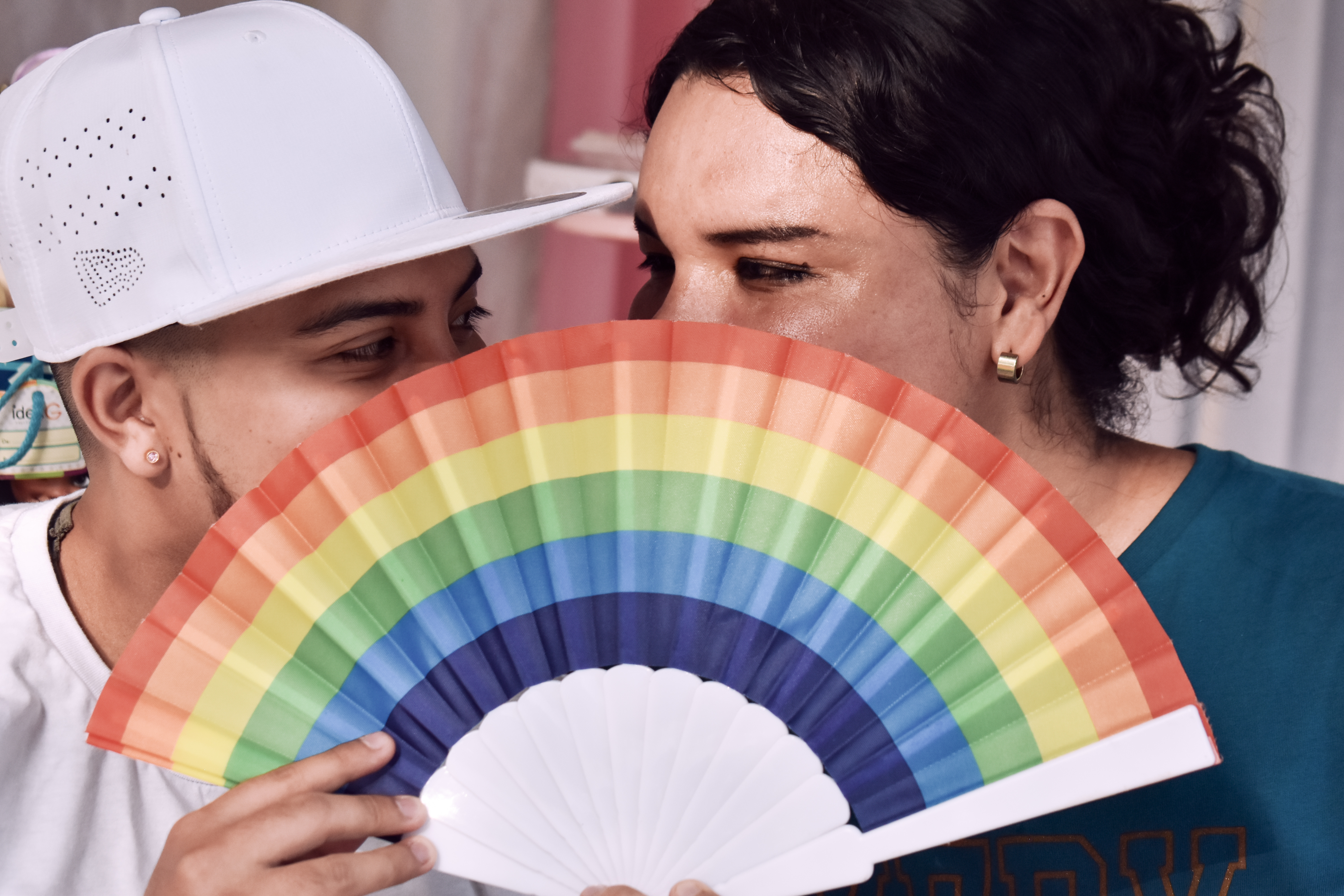
Casal do Equador, Zack Elías e Diane Rodriguez, Zack é um homem transgênico

A diversidade sexual no Equador é legal. No entanto, as famílias chefiadas por casais do mesmo sexo têm todas as proteções sociais e legais disponíveis para casais heterossexuais, exceto para a adoção de crianças como um casal, embora seja permitido individualmente.

## Leis relativas à atividade sexual
No Equador, a atividade sexual entre pessoas do mesmo sexo é legal desde 1997, quando o Tribunal Constitucional, no processo nº 111-97-TC, aboliu o primeiro parágrafo do artigo 516 do Código Penal, que criminalizava a atividade entre pessoas do mesmo sexo com uma pena de quatro a oito anos de prisão em regime fechado. A alegação de inconstitucionalidade foi apresentada por vários grupos de ativistas LGBT, como reação pela prisão de mais de uma centena de pessoas na cidade de Cuenca, nos termos desta lei.
A idade de consentimento no Equador é aos 14 anos, independentemente do gênero ou orientação sexual.

## Reconhecimento de casais do mesmo sexo
As associações feitas para casais formados por pessoas do mesmo sexo foram legalizadas no Equador, com a aprovação da Constituição de 2008, incluindo todos os direitos do casamento, exceto a adoção conjunta. O primeiro casamento entre pessoas do mesmo sexo conhecido ocorreu em agosto de 2009.
Durante o debate em 2008 sobre a Constituição, as organizações LGBT fizeram o pedido para incluir o reconhecimento legal das uniões de pessoas do mesmo sexo na mesma. Uniões civis foram finalmente incluídas no artigo 67, mesmo após protestos da Igreja Católica e igrejas evangélicas. O texto dizia o seguinte:
A união estável e monogâmica entre duas pessoas livres de casamento para formar uma família de facto, para o período e nas condições e circunstâncias que a lei vai gerar os mesmos direitos e obrigações que os das famílias constituídas por casamento.
O presidente Rafael Correa disse na época, que os casais homossexuais estáveis precisam de certas garantias legais. Como a oposição de grupos conservadores, o presidente disse: "Todo mundo tem a sua dignidade, ou seja, tem que respeitar a pessoa, independentemente da preferência sexual".
Em 05 agosto de 2013, grupos de ativistas LGBT lançaram uma campanha nacional sob o nome de Civil Marriage Equal, a fim de legalizar o casamento entre pessoas do mesmo sexo no país. A campanha começou com o pedido da ativista Pamela Troy e sua parceira Gabriela Correa, no Registro Civil de Quito, onde tentaram formalizar a união. O pedido foi rejeitado pelo organismo público, citando a Constituição do Equador e o Código Civil como motivo de recusa. O casal anunciou em 8 de agosto, que apresentou uma ação protetora para um juiz incumbe ao secretário para que possam se casar. A ação foi proposta em 13 de agosto e, atualmente, continua pendente.
Em 26 de agosto de 2013, um novo parceiro foi apresentado no Registro Civil pretendendo se casar, desta vez na cidade de Guayaquil. O casal, formado pelos jovens Santiago Vinces e Fernando Saltos, andava pelas ruas da cidade ao lado de um comboio de activistas e apoiantes, incluindo a atriz Erika Velez e a ativista Silvia Buendía, até o Registro Civil. No entanto, três dias depois, o seu pedido de casamento foi negado, citando o mesmos motivos apresentados para o primeiro casal. Em 10 de dezembro, o casal entrou com uma ação protetora para exigir que o secretário organize o seu pedido. Obtendo o esgotamento de todos os instrumentos de caráter nacional, a meta é chegar a Corte Interamericana de Direitos Humanos para expor a contradição da Constituição equatoriana nesse ponto, onde discrimina o casamento do mesmo sexo, contra outros que protege e garante a igualdade no casamento.